# La conquista dell'America
La conquista dell'America (The Big Pond) è un film del 1930, diretto da Hobart Henley. Ne fu girata contemporaneamente la versione francese, La Grande mare, con dialoghi aggiunti e cast in parte cambiato.
Il soggetto è tratto dalla commedia musicale The Big Bond di George Middleton e A.E. Thomas.
Maurice Chevalier, protagonista del film fu, nel 1931, candidato all'Oscar per la sua interpretazione. Nella stessa edizione del premio, ottenne una seconda candidatura per Il principe consorte, ma l'Oscar fu poi assegnato a George Arliss.
Il film venne parodiato l'anno seguente dai fratelli Marx in Monkey Business di Norman Z. McLeod.

## Trama
Pierre Mirande è una guida turistica veneziana di famiglia molto modesta. Conosce Barbara Billings, una ragazza americana che è in viaggio in Europa insieme ai genitori e se ne innamora. Benché Barbara lo ricambi, un pretendente della ragazza e il padre, un ricco uomo d'affari, lo considerano solo un cacciatore di dote. La madre della ragazza, allora, riesce a convincere il marito a dare a Pierre lavoro in una delle sue fabbriche di chewing gum negli USA.
Il lavoro è molto duro. Pierre trova casa in una squallida pensione, ma non perde il suo buonumore: è sempre allegro e allieta la padrona di casa e la sua domestica con le sue canzoni.
Una sera, dovendo partecipare a una festa di Barbara, si addormenta provocando la collera della giovane. Poi viene licenziato, accusato ingiustamente di aver versato del rhum nella pasta del chewing gum. Riuscito a riavere il suo lavoro, viene pure promosso quando ha l'idea di utilizzare il mix di alcool e gomma da masticare, lanciandolo come una trovata commerciale. Barbara però non è d'accordo. Disapprovando l'idea, progetta di accettare la proposta di matrimonio di Ronnie, il suo spasimante. Ma Pierre non demorde: a bordo di un motoscafo, rapisce la recalcitrante innamorata.

## Produzione
Il film fu prodotto dalla Paramount Pictures nei suoi studi Astoria di New York.

## Distribuzione
Distribuito dalla Paramount Pictures, il film uscì nelle sale cinematografiche statunitensi il 3 maggio 1930. Nel 1958, fu trasmesso in televisione, distribuito dalla MCA/Universal Pictures.

### Date di uscita
IMDb
- USA	3 maggio 1930
- Finlandia	22 dicembre 1930
- Portogallo	6 gennaio 1931
- USA   1958  TV

Alias
- The Big Pond	USA (titolo originale)
- Hennes franske kjæreste	Norvegia
- La conquista dell'America	Italia
- O Grande Charco	Portogallo

## Canzoni
- Livin' in the Sunlight, Lovin' in the Moonlight di Al Sherman e Al Lewis
- This Is My Lucky Day di Lew Brown, B.G. DeSylva e Ray Henderson
- Mia Cara e You Brought a New Kind of Love to Me di Irving Kahal, Pierre Norman e Sammy Fain[3]